# Neferhotep I
Neferhotep I, farao av Egypten av den trettonde dynastin.
Neferhotep I:s familj var militärer, troligen från Thebe. Hans fru hette Senebsen, och hans bror Sobekhotep IV efterträdde honom som farao.
I den iriska legendsamlingen Lebor Gabála Érenn spelar en Scota en framträdande roll; hon var dotter till en farao som senare har föreslagits vara Neferhotep I. Scota har enligt denna legend givit namn åt skoterna och Skottland.